# Adejeania lopesi
Adejeania lopesi là một loài ruồi trong họ Tachinidae.